# Sandokan kontra lampart
Sandokan kontra lampart (wł. Sandokan contro il leopardo di Sarawak) – film przygodowy z 1964 roku, zrealizowany według powieści Emilio Salgariego. Należy do cyklu filmów przygodowych o Sandokanie.

## Główne role[1]
- Ray Danton: Sandokan
- Guy Madison: Yanez
- Franca Bettoia: Samoa
- Mario Petri: Sir Charles Brooks
- Alberto Farnese: Tremal Naik
- Mino Doro: Lumbo
- Giulio Marchetti: Sagapar
- Aldo Bufi Landi: Rajani
- Ferdinando Poggi: Assumbata
- Franco Fantasia: Kuron
- Harold Frederick: Kalam
- Adriano Vitale:
- Giuliana Farnese:
- Romano Giomini: